# 昆比鎮區 (北達科他州基德縣)
昆比鎮區（英語：Quinby Township）是位於美國北達科他州基德縣的一個鎮區。

## 地方資料
昆比鎮區的面積為93.13平方千米，當中陸地面積為75.80平方千米，而水域面積為17.33平方千米。根據2020年美國人口普查的數據，當地共有人口2人，而人口密度為每平方千米0.02人。